# William Russell
William Russell (født 19. november 1924 i Sunderland, England - død 3. juni 2024) var en engelsk skuespiller. Han var far til skuespilleren Alfred Enoch.